# Savonnières-devant-Bar
Pour les articles homonymes, voir Savonnières (homonymie).
Savonnières-devant-Bar est une commune française située dans le département de la Meuse, en région Grand Est.

## Géographie

### Situation

#### Cartographie(cliquer pour afficher)
1. Carte dynamique
2. Carte Openstreetmap
3. Carte topographique
4. Carte avec les communes environnantes

Ancrée au sud-ouest de la région Lorraine, la commune est située dans le Nord-Est de la France à 80 km de Nancy, 120 km de Metz et à 225 km de Paris. Elle comptait 451 habitants au dernier recensement de 2022.
Elle dépend de l'agglomération barisienne qui regroupe environ 30 000 habitants le long de la vallée de l'Ornain (Revigny-sur-Ornain - Bar-le-Duc - Ligny-en-Barrois).

#### Communes limitrophes
| Bar-le-Duc         | Bar-le-Duc            | Resson                |
| Bar-le-Duc         | avonnières-devant-Bar | Longeville-en-Barrois |
| Combles-en-Barrois | Longeville-en-Barrois | Longeville-en-Barrois |

### Hydrographie
La commune est dans la région hydrographique « la Seine de sa source au confluent de l'Oise (exclu) » au sein du bassin Seine-Normandie. Elle est drainée par l'Ornain, le canal de la Marne au Rhin, le ruisseau d'Etue et divers autres petits cours d'eau,.
L'Ornain, d'une longueur de 116 km, prend sa source dans la commune de Grand et se jette  dans la Saulx à Étrepy, après avoir traversé 36 communes. 
Le canal de la Marne au Rhin, long de 293 km et 178 écluses à l'origine, relie la Marne (à Vitry-le-François) au Rhin (à Strasbourg). Par le canal latéral de la Marne, il est connecté au réseau navigable de la Seine vers l'Île-de-France et la Normandie. 

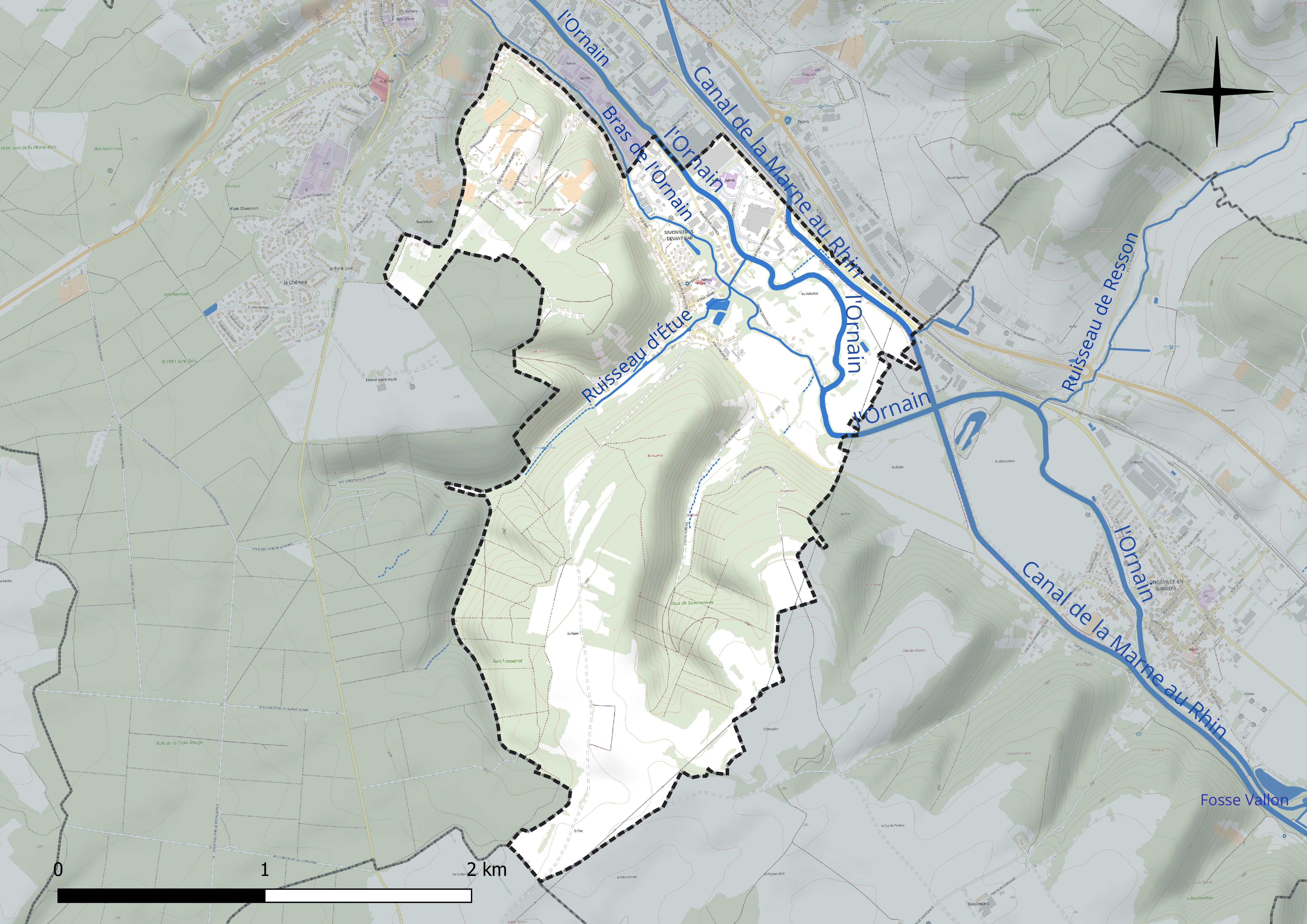
Réseau hydrographique de Savonnières-devant-Bar.

### Climat
Pour des articles plus généraux, voir Climat du Grand Est et Climat de la Meuse.
En 2010, le climat de la commune est de type climat des marges montargnardes, selon une étude du Centre national de la recherche scientifique s'appuyant sur une série de données couvrant la période 1971-2000. En 2020, Météo-France publie une typologie des climats de la France métropolitaine dans laquelle la commune est exposée à un climat océanique altéré et est dans la région climatique  Lorraine, plateau de Langres, Morvan, caractérisée par un hiver rude (1,5 °C), des vents modérés et des brouillards fréquents en automne et hiver. 
Pour la période 1971-2000, la température annuelle moyenne est de 10,3 °C, avec une amplitude thermique annuelle de 15,9 °C. Le cumul annuel moyen de précipitations est de 1 010 mm, avec 14,2 jours de précipitations en janvier et 9,4 jours en juillet. Pour la période 1991-2020, la température moyenne annuelle observée sur la station météorologique de Météo-France la plus proche, « Behonne_sapc », sur la commune de Behonne à 4 km à vol d'oiseau, est de 11,0 °C et le cumul annuel moyen de précipitations est de 855,7 mm. 
La température maximale relevée sur cette station est de 40,4 °C, atteinte le 25 juillet 2019 ; la température minimale est de −16,4 °C, atteinte le 20 décembre 2009,,. 
Les paramètres climatiques de la commune ont été estimés pour le milieu du siècle (2041-2070) selon différents scénarios d'émission de gaz à effet de serre à partir des nouvelles projections climatiques de référence DRIAS-2020. Ils sont consultables sur un site dédié publié par Météo-France en novembre 2022.

## Urbanisme

### Typologie
Au 1er janvier 2024, Savonnières-devant-Bar est catégorisée commune rurale à habitat dispersé, selon la nouvelle grille communale de densité à sept niveaux définie par l'Insee en 2022.
Elle appartient à l'unité urbaine de Bar-le-Duc, une agglomération intra-départementale regroupant quatre  communes, dont elle est une commune de la banlieue,,. Par ailleurs la commune fait partie de l'aire d'attraction de Bar-le-Duc, dont elle est une commune de la couronne,. Cette aire, qui regroupe 86 communes, est catégorisée dans les aires de 50 000 à moins de 200 000 habitants,.

### Occupation des sols
L'occupation des sols de la commune, telle qu'elle ressort de la base de données européenne d’occupation biophysique des sols Corine Land Cover (CLC), est marquée par l'importance des forêts et milieux semi-naturels (48,8 % en 2018), en diminution par rapport à 1990 (54,8 %). La répartition détaillée en 2018 est la suivante :
forêts (48,6 %), terres arables (21 %), zones agricoles hétérogènes (9,3 %), prairies (8,3 %), zones industrielles ou commerciales et réseaux de communication (7,5 %), zones urbanisées (5,1 %), milieux à végétation arbustive et/ou herbacée (0,2 %). L'évolution de l’occupation des sols de la commune et de ses infrastructures peut être observée sur les différentes représentations cartographiques du territoire : la carte de Cassini (XVIIIe siècle), la carte d'état-major (1820-1866) et les cartes ou photos aériennes de l'IGN pour la période actuelle (1950 à aujourd'hui).

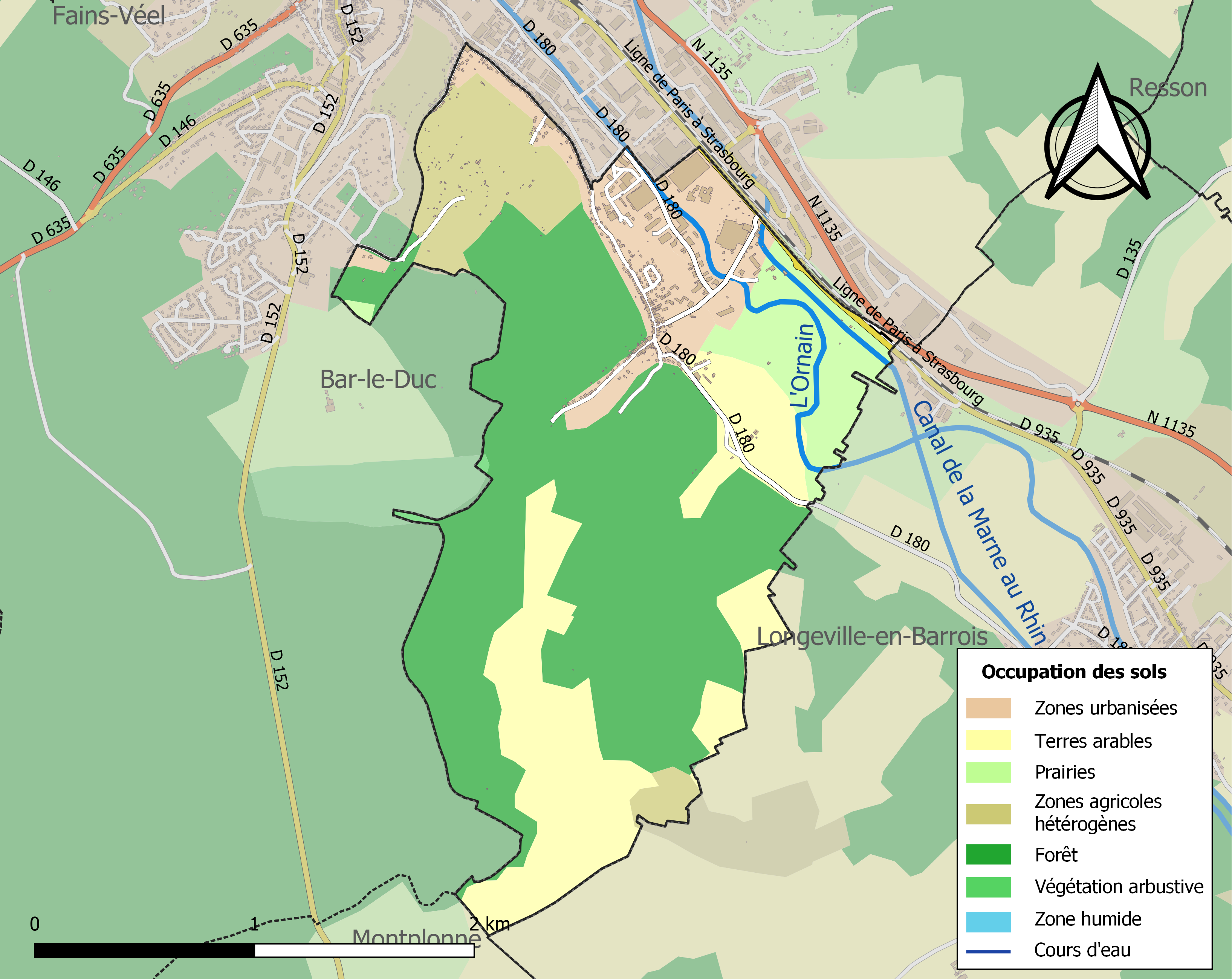
Carte des infrastructures et de l'occupation des sols de la commune en 2018 (CLC).

## Toponymie
Le nom de la localité est attesté sous les formes Saponarias (1064) ; Savounnéres (1321) ; Savonneres (1352) ; Savoneriæ-ante-Barrum, Savoneriæ-ante-Bellum-Ramum (1402) ; Savonnieres (1442) ; Savonniers-devant-Bar (1579) ; Savonniere (1700) ; Saponariæ (1711) ; Savonières (1749).

L'origine du nom Savonnières provient de la saponaire. La saponaire officinale (Saponaria officinalis) est une plante herbacée vivace de la famille des Caryophyllaceae. On l'appelle aussi savonnaire, savonnière, saponière, herbe à savon, herbe à foulon, savon des fossés ou savon de fosse.

Savonnières est devant Bar-le-Duc.

## Histoire
L'origine de Savonnières-devant-Bar remonte probablement à celle de sa plus grande voisine, Bar-le-Duc. La proximité de la voie romaine qui passait dans la vallée de l'Ornain est à relier à l'existence d'une activité sur l'endroit.
Le village appartient jusqu'en 1460 à l'abbaye de Saint-Mihiel qui le cède ensuite à René, roi de Sicile et duc de Bar. L'église Saint-Calixte serait la réplique exacte — à l'échelle 1/2 — de l'ancienne abbatiale qui avait été érigée au cœur du château des ducs de Bar. L'influence italienne a été très forte et elle continue de perdurer dans les nombreux ouvrages et monuments qui subsistent dans la ville haute de Bar-le-Duc.
Louis XIII met un terme à l'influence financière et politique des ducs de Bar. Les remparts ainsi que le château sont abattus. Seule la tour de l'horloge est épargnée. Elle constitue aujourd'hui le dernier vestige de l'ancienne enceinte féodale.
C'est toutefois lors de la Renaissance qu'émergent certains repères historiques, au moment où quelques familles nobles s'installent sur l'actuel territoire de la commune. La famille DE LA MORE ou DE LAMORRE  est probablement celle qui laissera son empreinte la plus profonde sur Savonnières-devant-Bar et ce, durant plusieurs siècles, jusqu'à la Révolution française. En 1746, l'un des membres de cette famille possède la charge de conseiller auditeur et de secrétaire de la chambre du conseil et des comptes de Bar-le-Duc.
C'est la révolution industrielle du XIXe siècle qui va directement favoriser l'essor de la commune avec notamment, la proximité d'avec les industries proches de la vallée de l'Ornain : fonderies, textile, brasseries, etc.
La commune a été frappée par l'épidémie de Choléra de 1832. 10 habitants sont morts entre le 23 juin et le 17 juillet de la même année.
Par deux fois, en 1870 et en 1937, une partie du territoire de la commune a été concédée à la ville de Bar-le-Duc pour favoriser son développement industriel.

### Première Guerre mondiale
Au plus fort de la bataille de Verdun (février à décembre 1916), de nombreux hôpitaux militaires sont implantés à Bar-le-Duc et ses environs immédiats.
Savonnières-devant-Bar accueille plusieurs centaines de blessés qui sont soignés dans un hôpital situé dans la demeure voisine de l'actuelle mairie. Plusieurs baraques « Adrian » (du nom de l'ingénieur militaire inventeur notamment du casque qui équipera les troupes françaises dès 1915) sont ensuite construites dans le parc attenant, en complément des capacités initiales de cet hôpital de campagne.
82 soldats décéderont sur la commune des suites de leurs blessures reçues sur le front de Verdun.
Les noms des sept Saponariens qui sont morts pour la France durant ce conflit, figurent sur le monument aux morts. (Source gen.web.Meuse)

### Seconde Guerre mondiale
Le chef-lieu, Bar-le-Duc est déclaré « ville ouverte » en mai 1940. Savonnières-devant-Bar est donc épargnée par les combats qui déroulent dans la région de Montplonne. Dans ce village, stationne le poste de commandement d'un régiment de tirailleurs sénégalais, appuyé par une compagnie de marche de la légion étrangère.
Le pont Dammarie reste intact, tandis qu'en aval, le génie de l'armée française détruit tous les ponts qui enjambent le canal de la Marne au Rhin ou l'Ornain (pont canal de Fains-les-Sources).

### Période contemporaine
La commune se développe après la Seconde Guerre mondiale pour atteindre un pic démographique durant les années soixante : 642 habitants en 1962.
Le maire, Alexandre Violle, impulse une dynamique de développement avec notamment, la construction d'un nouveau groupe scolaire ainsi que d'une salle des fêtes. En outre, le territoire communal accueille de nombreuses activités économiques : grande distribution, activités commerciales et artisanales…
Cette période représente aussi l'émergence du district urbain de Bar-le-Duc avec la création des zones d'activités de Salvanges et de la zone des Poutôts.

## Politique et administration

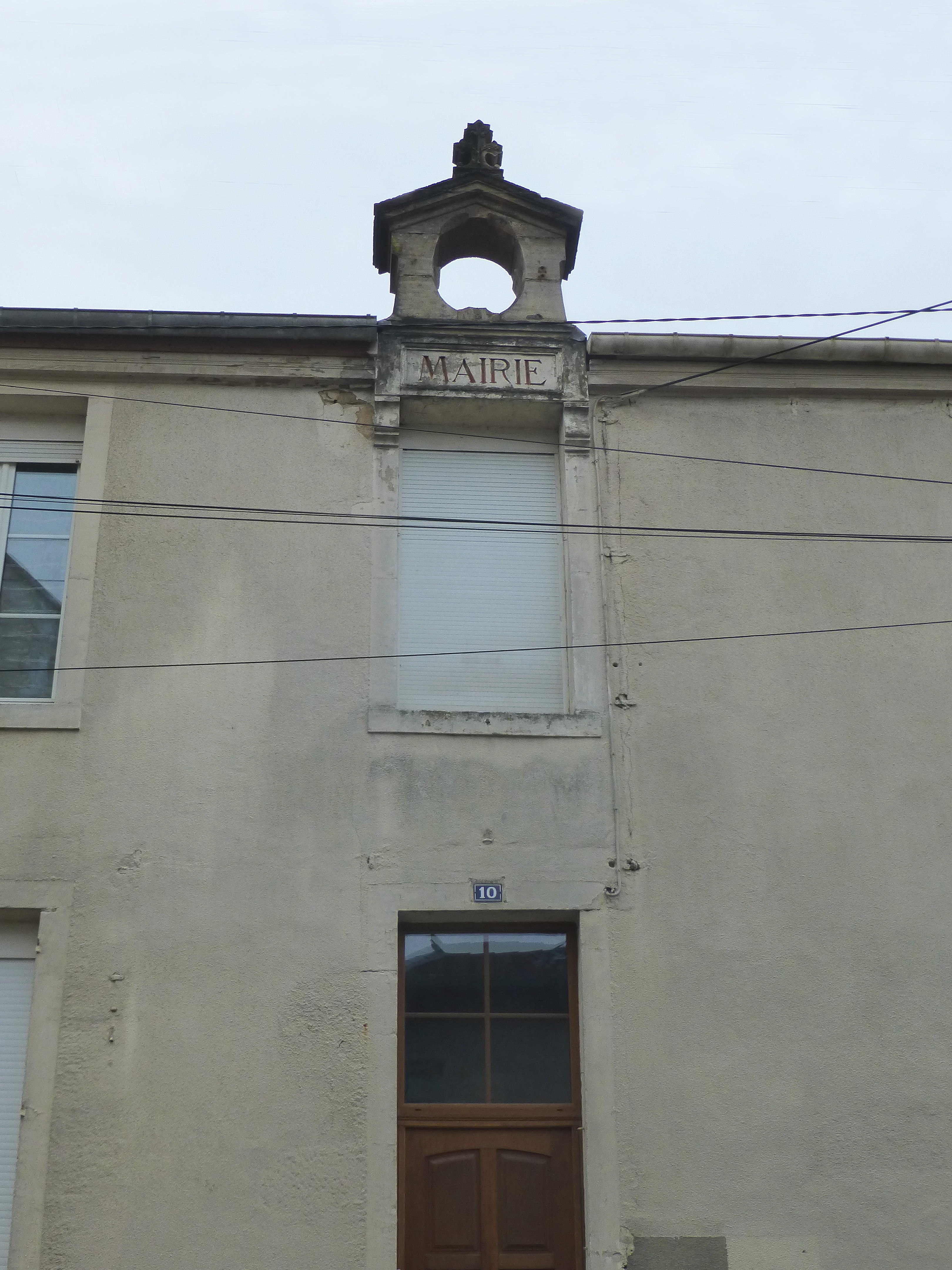
Mairie.

## Population et société

### Démographie
L'évolution du nombre d'habitants est connue à travers les recensements de la population effectués dans la commune depuis 1793. Pour les communes de moins de 10 000 habitants, une enquête de recensement portant sur toute la population est réalisée tous les cinq ans, les populations de référence des années intermédiaires étant quant à elles estimées par interpolation ou extrapolation. Pour la commune, le premier recensement exhaustif entrant dans le cadre du nouveau dispositif a été réalisé en 2008.

En 2022, la commune comptait 451 habitants, en évolution de −5,85 % par rapport à 2016 (Meuse : −4,4 %, France hors Mayotte : +2,11 %).
| 1793 | 1800 | 1806 | 1821 | 1831 | 1836 | 1841 | 1846 | 1851 |
| ---- | ---- | ---- | ---- | ---- | ---- | ---- | ---- | ---- |
| 214  | 204  | 198  | 190  | 240  | 306  | 330  | 336  | 496  |

| 1856 | 1861 | 1866 | 1872 | 1876 | 1881 | 1886 | 1891 | 1896 |
| ---- | ---- | ---- | ---- | ---- | ---- | ---- | ---- | ---- |
| 353  | 427  | 427  | 468  | 323  | 323  | 287  | 313  | 294  |

| 1901 | 1906 | 1911 | 1921 | 1926 | 1931 | 1936 | 1946 | 1954 |
| ---- | ---- | ---- | ---- | ---- | ---- | ---- | ---- | ---- |
| 326  | 358  | 390  | 504  | 522  | 548  | 516  | 447  | 498  |

| 1962 | 1968 | 1975 | 1982 | 1990 | 1999 | 2006 | 2008 | 2013 |
| ---- | ---- | ---- | ---- | ---- | ---- | ---- | ---- | ---- |
| 642  | 632  | 569  | 527  | 548  | 545  | 505  | 493  | 484  |

| 2018 | 2022 | - | - | - | - | - | - | - |
| ---- | ---- | - | - | - | - | - | - | - |
| 470  | 451  | - | - | - | - | - | - | - |

## Culture locale et patrimoine

### Lieux et monuments

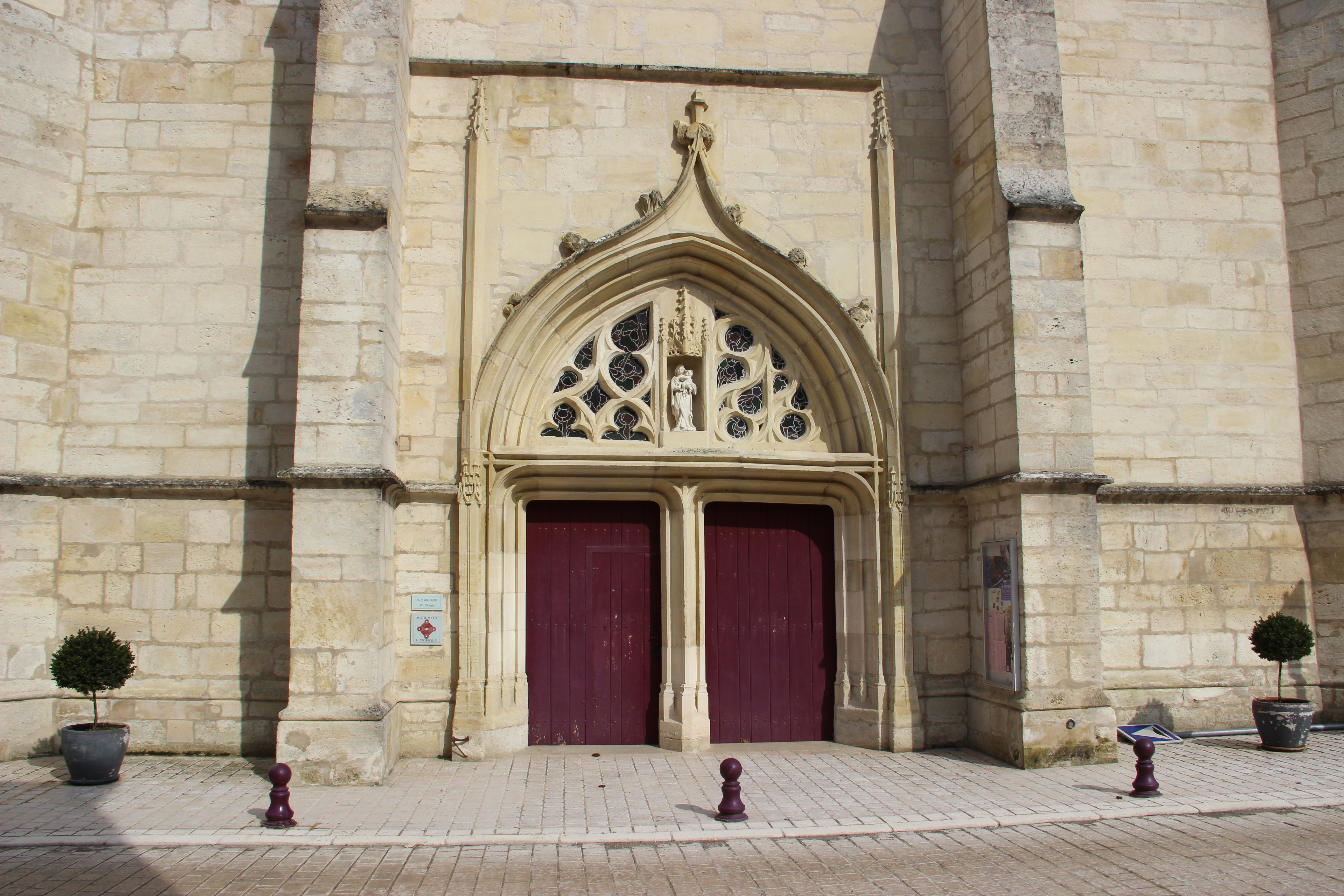
Portail de l'église Saint-Calixte.

- L'atelier Maréchal : Le bâtiment est situé à l'entrée de la ZA Salvanges, en limite des communes de Bar le Duc et de Savonnières-devant-Bar.
- L'église Saint-Calixte  Inscrit MH (1997)[24] tire son origine du XIe siècle. Elle fut probablement réédifiée vers la fin du XIVe siècle et sans doute achevée en 1511, époque à laquelle la chambre des Comptes accorda des indemnités aux habitants pour le remplacement des cloches. Diverses réparations furent effectuées de 1694 à 1698, puis en 1717.
- Au XIXe siècle, celle de 1860 fut la plus importante avec la rénovation de l'ensemble du voûtement en briques. Le cimetière qui entourait l'église a été supprimé en 1847.
- En 1913, la toiture et le campanile furent rénovés, suivis d'une nouvelle intervention sur la toiture en 1945.
- De plan basilical, l'édifice, orienté, est constitué d'une nef de trois travées accostée de collatéraux, dans la définition d'une église-halle et prolongée par un chœur à cinq pans.
- L'orgue a été construit entre 1855 et 1859 par Alexandre Jacquet, facteur d'orgues à Bar le Duc. La légère tribune qui est soutenue par des volutes en fonte date de la même époque.
- Les verrières du chœur, des années 1880, sont de Claudius et Georges Lavergne ainsi que de Louis-Charles-Marie Champigneulle. À droite du chœur, un vitrail remarquable, œuvre du peintre-verrier Maréchal de Metz représente Saint-Calixte. En 1887, la famille Henry qui était issue d'une lignée d'industriels locaux, offre par l'intermédiaire de M. Abel Henry et de son épouse, Mme Alix de Larzillère, un vitrail pour perpétuer le souvenir de M. Marcel Henry.
- Différents remplacements de cloches ont été entrepris au fil du temps. Les dernières cloches ont été installées en 1904 et en 1913 :
  - Grosse Cloche : « Eugénie-Octavie » - Date de fabrication : 8 mars 1903 - Fonderie Jeanne d'Arc de Mont-sur-Dun (Meuse). Elle est le fruit de la générosité des habitants du village ;
  - Petite Cloche : « Juliette-Jeanne » - Date de fabrication : 22 mars 1911.
- Le lavoir a été restauré par la commune. La crémaillère permet d'ajuster le niveau de l'eau selon le débit de la source d'alimentation.

### Savonnières-devant-Bar dans les arts
Le roman Gare De L'Est de Jean Mistler publié en 1975 reprend l'histoire du jeune aspirant Mistler qui servait dans l'artillerie anti-aérienne en 1917 à Bar-le-Duc. Il y fait notamment référence aux hôpitaux de campagne qui étaient localisés sur l'agglomération.

### Personnalités liées à la commune
- Charles-François Champigneulle (1820-1882), industriel, maître-verrier, mort à Savonnières-devant-Bar.
- Louis-Charles-Marie Champigneulle (1853-1905), fils de Charles-François, maître-verrier, mort à Savonnières-devant-Bar.
- Laurent-Charles Maréchal (1801-1887), ce pastelliste et maître verrier né à Metz en 1801 et décédé à Bar-le-Duc en 1887, fut l'élève de Jean-Augustin Naud.

### Héraldique
L'actuel blason de Savonnières-devant-Bar, adopté par le conseil municipal en 1990, est celui de la famille de La More.
| Armes de Savonnières-devant-Bar | Elles peuvent se blasonner ainsi aujourd’hui : |